# Wspólnota administracyjna Waldshut-Tiengen
Wspólnota administracyjna Waldshut-Tiengen – wspólnota administracyjna (niem. Vereinbarte Verwaltungsgemeinschaft) w Niemczech, w kraju związkowym Badenia-Wirtembergia, w rejencji Fryburg, w regionie Hochrhein-Bodensee, w powiecie Waldshut. Siedziba wspólnoty znajduje się w mieście Waldshut-Tiengen, przewodniczącym jej jest Martin Albers.
Związek zrzesza jedno miasto i trzy gminy wiejskie:
- Dogern, 2 255 mieszkańców, 7,45 km²
- Lauchringen, 7 552 mieszkańców, 12,76 km²
- Waldshut-Tiengen, miasto, 22 859 mieszkańców, 77,98 km²
- Weilheim, 3 067 mieszkańców, 35,64 km²